# Toni Huber
Toni Walter Huber (* 4. Oktober 1964 in Karlsruhe; † 30. Mai 2021 in Heidelberg) war ein deutscher Kommunalpolitiker (CDU). Er war zuletzt Landrat des Landkreises Rastatt.

## Werdegang
Huber wuchs in Forst im Landkreis Karlsruhe auf. Nach dem Studium an der Hochschule für öffentliche Verwaltung Kehl und dem Abschluss als Diplom-Verwaltungswirt (FH) im Jahr 1989 absolvierte er seinen Grundwehrdienst bei der Sportfördergruppe der Bundeswehr in Philippsburg. Von 1990 bis 1991 arbeitete Huber als Sachgebietsleiter Personal und Organisation bei der Gemeinde Ubstadt-Weiher. Von 1991 bis 1993 war er Hauptamtsleiter der Gemeinde Forst.
Im Jahre 1993 wurde Huber im Alter von 29 Jahren zum Bürgermeister der Gemeinde Weisenbach im Landkreis Rastatt gewählt. In diesem Amt wurde er 2001, 2009 und 2017 bestätigt. Im Jahre 1994 wurde er erstmals in den Kreistag des Landkreises Rastatt gewählt. Ab 1999 war er zunächst stellvertretender Vorsitzender der CDU-Kreistagsfraktion und ab 2005 Vorsitzender der CDU-Kreistagsfraktion. Seit 2005 war Huber Mitglied im Aufsichtsrat des Karlsruher Verkehrsverbunds (KVV) und seit 2009 Mitglied im Aufsichtsrat des Klinikums Mittelbaden. Am 12. März 2019 wurde er vom Kreistag des Landkreises Rastatt zum Landrat gewählt. Dieses Amt hatte er bis zu seinem Tod inne. Ihm folgte Christian Dusch nach.

## Weitere Ämter
Als Landrat war Huber alternierender Aufsichtsratsvorsitzender des Klinikums Mittelbaden. Weiterhin war er im Aufsichtsrat des KVV und der Albtal-Verkehrsgesellschaft (AVG), Mitglied des Aufsichtsrats der Baden-Airpark GmbH, Mitglied des Aufsichtsrats der Schwarzwald Tourismus GmbH, Mitglied des Vorstands des Verband der Teilnehmergemeinschaften Baden-Württemberg (VTG), Mitglied des Aufsichtsrats der Technologieregion Karlsruhe, Mitglied des Nationalparkrats Schwarzwald, Mitglied der Verbandsversammlung und des Planungsausschusses des Regionalverbandes Mittlerer Oberrhein und Mitglied des Oberrheinrats.

## Privates
Huber war seit 1994 verheiratet und hat zwei Söhne. Mit dem 1. TC Ludwigsburg war er 1989 und 1990 Weltmeister im Formationstanz Standard.
Huber starb in der Nacht auf den 30. Mai 2021 in einem Krankenhaus in Heidelberg.

## Ehrungen
Für seine Erfolge im Formationstanz wurde Huber vom Bundespräsidenten das Silberne Lorbeerblatt verliehen. Die im November 2023 eröffnete Fahrradbrücke über die Murg zwischen Weisenbach und Hilpertsau auf der Strecke des Radwanderweges Tour de Murg ist nach Toni Huber benannt.